# Valerio Faenzi
Valerio Faenzi, O.P., al secolo Camillo Faenzi (Verona, 1525 ca. – 1598), è stato un teologo, geologo e umanista italiano.

## Biografia
Valerio Faenzi nacque attorno al 1525 da un'agiata famiglia veronese.  Soggiornò a lungo presso il Convento dei SS. Giovanni e Paolo a Venezia, e fu socio e teologo dell'Accademia Veneziana (detta anche Accademia della Fama).  Il 4 aprile 1566 Papa Pio V lo designò inquisitore generale a Venezia. 
Nel 1561 Faenzi pubblicò a Venezia presso le Edizioni Aldine il breve dialogo De origine montium, considerato il primo trattato scritto in Europa che si occupa esclusivamente dell'origine delle montagne.  Nel trattato Faenzi individua varie possibili cause dell'origine dei monti, quali i terremoti, le inondazioni, i venti, i vapori interni alla terra, l'influsso degli astri, l'erosione e l'opera dell'uomo. Faenzi basa la sua dissertazione su varie fonti antiche, medievali e rinascimentali, tra le quali soprattutto i Meteorologica di Aristotele, il De montibus di Boccaccio, le Etymologiae di Isidoro di Siviglia, il De rerum naturis di Rabano Mauro e il De ortu et causis subterraneorum di Georg Agricola.
Per quest’opera Faenzi è considerato, insieme ad autori come Conrad Gesner e Johann Jakob Scheuchzer uno degli iniziatori della moderna geologia e un anticipatore delle nuove teorie geologiche che saranno elaborate da Nicolò Stenone nel Prodromus (1669) 
Come membro dell'Accademia Veneziana Faenzi fu anche autore di opere di erudizione, tra le quali Li diece circoli de lo imperio, trattato sull'amministrazione del Sacro Romano Impero e sulla spartizione dei domini di Carlo V tra il fratello Ferdinando ed il figlio Filippo, pubblicato sempre presso le Edizioni Aldine nel 1558.

## Opere
- (LA) Valerio Faenzi, De montium origine, Valerii Fauenties, ordinis Praedicatorum, dialogus, Venezia, in Academia Veneta, 1561. URL consultato il 30 giugno 2019.
- Valerio Faenzi, I diece circoli dell'imperio nella Germania, Venezia, nell'Academia Venetiana, 1558. URL consultato il 30 giugno 2019.

## Edizioni moderne
- P. MACINI, E. MESINI (a cura di), Valerio Faenzi, Sull'origine delle montagne, testo a fronte, Prefazione del Card. Georges Cottier, Note al testo di Maria I. Campanale, Tararà Edizioni, Verbania, 2006, 178 + VII pp. (ISBN 88-86593-64-3).